# Judenfrei
Judenfrei, letteralmente libero dagli ebrei e judenrein, letteralmente pulito dagli ebrei, sono termini di origine nazista per designare quell'area "ripulita" dagli ebrei durante l'Olocausto.

## Descrizione e significato
Mentre judenfrei si riferisce semplicemente alla "liberazione" di un'area di tutti i suoi abitanti ebrei, il termine judenrein ha una connotazione più forte, implicando nelle menti degli autori del crimine che qualsiasi traccia di sangue ebraico era stata rimossa come presunta impurità. Questi termini di discriminazione e di abuso razziale sono intrinseci all'antisemitismo nazista e sono stati utilizzati dai nazisti in Germania già prima della seconda guerra mondiale e nei paesi occupati come la Polonia nel 1939. Judenfrei descrive la situazione per cui la popolazione ebraica locale era stata rimossa da una città, regione o paese tramite l'evacuazione forzata durante l'Olocausto, anche se molti ebrei sono stati nascosti dalla popolazione locale. I metodi di rimozione includevano il ripopolamento forzato nei ghetti nazisti, specialmente nell'Europa orientale, e la rimozione forzata o il reinsediamento ad est da parte delle truppe tedesche, spesso fino alla morte. La maggior parte degli ebrei furono identificati alla fine del 1941 dal distintivo giallo a seguito della pressione di Joseph Goebbels e Heinrich Himmler.
Dopo la sconfitta della Germania nel 1945, sono stati fatti alcuni tentativi per attirare gli ebrei in Germania, nonché per ricostruire le sinagoghe distrutte durante e dopo la Notte dei cristalli. I termini judenrein e judenfrei da allora sono stati usati nella persecuzione delle comunità ebraiche globali o della nazione di Israele.

## Luoghi dichiaratijudenfrei
Stabilimenti, villaggi, città e regioni furono dichiarati judenfrei o judenrein dopo che apparentemente furono ripuliti dagli ebrei. Ciò nonostante, alcuni ebrei sopravvissero nascosti e protetti da vicini amichevoli. A Berlino, erano conosciuti come "sommergibilisti" poiché sembravano essere scomparsi sotto le onde. Molti sono sopravvissuti alla fine della guerra e sono sopravvissuti all'Olocausto.
- Gelnhausen, Germania - dichiarato judenfrei il 1º novembre 1938 dal quotidiano di propaganda Kinzigwacht dopo che la sinagoga fu chiusa e gli ebrei locali furono costretti a lasciare la città.[3]
- Bydgoszcz, Polonia occupata dai tedeschi - dichiarato judenfrei nel dicembre 1939.
- Alsazia annessa alla Germania - secondo quanto dichiarato da Robert Heinrich Wagner nel luglio 1940.[3]
- Banat, territorio della Serbia occupato dai tedeschi - dichiarata judenfrei il 19 agosto 1941 da Völkische Beobachter.[4] Il 20 agosto 1941 Banat fu dichiarata judenfrei dai suoi amministratori tedeschi.[5]
- Lussemburgo occupato dai tedeschi - dichiarato judenfrei dalla stampa il 17 ottobre 1941.[6]
- Estonia occupata dai tedeschi - dicembre 1941.[7] Dichiarata come judenfrei alla Conferenza di Wannsee il 20 gennaio 1942.[8]
- Stato indipendente di Croazia - dichiarato judenfrei dal ministro dell'Interno Andrija Artuković nel febbraio 1942, ma in Germania si sospettava che questo non fosse vero e fu inviato da Berlino Franz Abromeit a controllare la situazione. In seguito gli Ustascia furono sotto pressione per completare il lavoro. Nell'aprile 1942, duecento ebrei di Osijek furono deportati a Jasenovac, mentre 2.800 furono inviati ad Auschwitz.[9] La Gestapo nel maggio 1943 organizzò la partenza degli ultimi ebrei dalla Croazia, 1.700 provenivano da Zagabria e 2.500 da altre zone dello Stato, furono inviati ad Auschwich.[10][11] il diplomatico tedesco Siegfried Kasche dichiara la zona judenfrei in un messaggio a Berlino il 18 aprile 1944, affermando che "la Croazia è uno dei paesi in cui il problema ebraico è stato risolto".[12][13]
- Territorio della Serbia occupato dai tedeschi  / Belgrado - maggio 1942, dichiarato judenfrei nel cablogramma del SS-Standartenführer Emanuel Schäfer inviato al Reichssicherheitshauptamt di Berlino; Schäfer era il capo del Der Befehlshaber der SIPO und des SD a Belgrado,[14][15][16][17] mentre nel giugno 1942 riferì ai suoi supervisori che "Serbien ist Judenfrei" (lett. "Serbia è libero dagli ebrei ").[11] Nell'agosto 1942, Harald Turner riferì al comandante tedesco nei Balcani che la Serbia era il primo territorio europeo in cui il "problema ebraico" era stato risolto.[18][19]
- Vienna, dichiarata judenfrei da Alois Brunner, il 9 ottobre 1942.
- Berlino, Germania - dichiarata il 19 maggio 1943.[20]
- Erlangen, in Germania, dichiarata judenfrei nel 1944.

## Uso moderno

### Nel conflitto israelo-palestinese
Nel conflitto israelo-palestinese, la preoccupazione maggiore tra molti israeliani, che è stata notata anche dai funzionari del governo israeliano come Benjamin Netanyahu, è rappresentata dalla proposta di rimozione degli insediamenti ebraici israeliani in Cisgiordania, secondo i desideri dei funzionari palestinesi, equivalente a rendere queste aree judenrein, o pulite dagli ebrei. Il 9 luglio 2009, Benjamin Netanyahu, in una discussione con il ministro degli esteri tedesco Frank-Walter Steinmeier avrebbe detto, usando i termini israeliani dell'area, "Giudea e Samaria non possono essere judenrein". Nel 1952 Pesach Lev, sindaco di Lod dopo che fu reinsediato dagli israeliani, disse che Lod era stata trasformata da "una città araba trascurata, che era judenrein, in una città ebraica".

### Nel mondo islamico
Lo spopolamento delle comunità ebraiche dai paesi arabi e musulmani del Medio Oriente e del Nord Africa è stato anche descritto come parte di uno sforzo per renderle judenrein o judenfrei.
Il Dr. Peter Schotten ha scritto sull'argomento, dicendo: "Gli stati arabi hanno risposto senza pietà alla guerra perduta ed ai rifugiati arabi appena sfollati, intraprendendo misure di oppressione sistematiche e audaci contro i loro cittadini ebrei. La loro cittadinanza è stata spogliata, si sono verificati arresti e detenzioni, sono state imposte restrizioni religiose, la libertà di movimento è stata limitata, i beni sono stati congelati e le proprietà sequestrate, le opportunità di lavoro sono state bloccate e il sionismo è stato criminalizzato ".
Lyn Julius ha scritto nel Jewish Journal, "Solo tre anni dopo la fine della seconda guerra mondiale, i membri della Lega araba erano intenzionati a emulare i nazisti. Hanno iniziato a rendere il Medio Oriente arabo judenrein. Hanno applicato le leggi in stile Norimberga, criminalizzando il sionismo, congelando i conti bancari ebraici, limitando e imponendo restrizioni al lavoro e alla circolazione. Il risultato fu l'esodo di massa e la spoliazione di un milione di ebrei".
Si ritiene che la situazione delle comunità ebraiche del Kurdistan, Arabia Saudita, Giordania, Siria, Kuwait, Oman, Libia, Sudan, Malaysia sia di non avere popolazione ebraica rimanente.
Nel 2017, in Iraq erano stati segnalati 10 ebrei rimanenti, da marzo 2021 vivono in Iraq solo 3 ebrei. Il 13 luglio 2020, è stato riferito che gli ultimi ebrei dello Yemen erano prigionieri della milizia Huthi del Distretto di Kharif: al marzo 2021 ci sono circa 4-6 ebrei rimasti nello Yemen. In Qatar e Gibuti sono rimasti solo pochi ebrei; nel 2018, 4 ebrei erano a Dhaka, in Bangladesh mentre in Afghanistan c'era un solo ebreo, Zablon Simintov, nell'aprile 2021 ha poi deciso di andare in Israele. Anche in Eritrea c'è un solo nativo ebreo residente, Sami Cohen, gestisce un'attività di import-export e frequenta la Sinagoga di Asmara. In Algeria c'erano 50 ebrei nel 2017, in Libano 60 nel 2020, in Egitto 6-10 nel 2019, in Iran 8.300 nel 2019, in Etiopia 2.000, in Marocco 2.100 nel 2019, in Turchia 15.000-22.500, in Tunisia 1.000 nel 2019 e in Armenia, circa 300-500, dove si è assistito ad un enorme calo della popolazione ebraica.